# 런더구

런더 구의 위치

런더구(한국어: 인덕구, 중국어: 仁德區, 병음: Réndé Qū)는 중화민국 타이난시의 시할구이다. 넓이는 50.7664km2이고, 인구는 2015년 8월 기준으로 73,557명이다.

## 지리
런더 향은 타이난시 남서단에 위치하고, 동쪽은 구이런 구와 남쪽은 얼런시(二仁溪)를 사이에 두고 가오슝시 후네이 구, 루주 구와 북쪽은 융캉 구, 서쪽은 난 구, 둥 구와 각각 접하고 있다.

## 역사
런더 구는 옛날에는 시라야족의 거주지였다. 정성공 시대에 이미 인덕리(仁德里)가 설치되었다. 1920년의 타이완 지방재 개편 때 이곳에 진토쿠장(仁徳庄)이 설치되어 다이난 주 신포 군의 관할로 했다. 전후에는 타이난 현 런더 향으로 고쳐져 현재에 이르고 있다.

## 교육
- 자난 약리과기대학
- 중화 의사과기대학

## 교통
- 타이완 철로관리국 종관선
- 타이완 철로관리국 사룬 선
- 국도 1호선